# بانویی در ون
بانویی در وَن (انگلیسی: The Lady in the Van) فیلم کمدی-درام بریتانیایی به کارگردانی نیکلاس هایتنر و با بازی مگی اسمیت و الکس جنینگز است که در سال ۲۰۱۵ منتشر شد. جیم برودبنت، فرانسیس د لا تور و راجر آلام از دیگر بازیگران فیلم هستند. داستان آن درمورد زنی مسن است که به مدت ۱۵ سال در یک ون ویران در لندن زندگی می‌کرد.
بانویی در وَن در جشنواره بین‌المللی فیلم تورنتو ۲۰۱۵ به نمایش درآمد. این فیلم نقدهای مثبتی را از طرف منتقدان دریافت کرد و اغلب برای نقش‌آفرینی مگی اسمیت مورد تحسین قرار گرفت. اسمیت برای این نقش نامزد دریافت جوایز گلدن گلوب و بفتا شد.

## بازیگران
- مگی اسمیت
- الکس جنینگز
- کلر هاموند
- راجر آلام
- دبورا فیندلی
- گوئن تیلور
- فرانسیس د لا تور
- دیوید کالدر
- جیم برودبنت
- کلر فوی
- سیسیلیا نوبل
- نیکلاس برنز
- پاندورا کالین
- کلایو مریسون